# 利耶瓦爾奇美術館

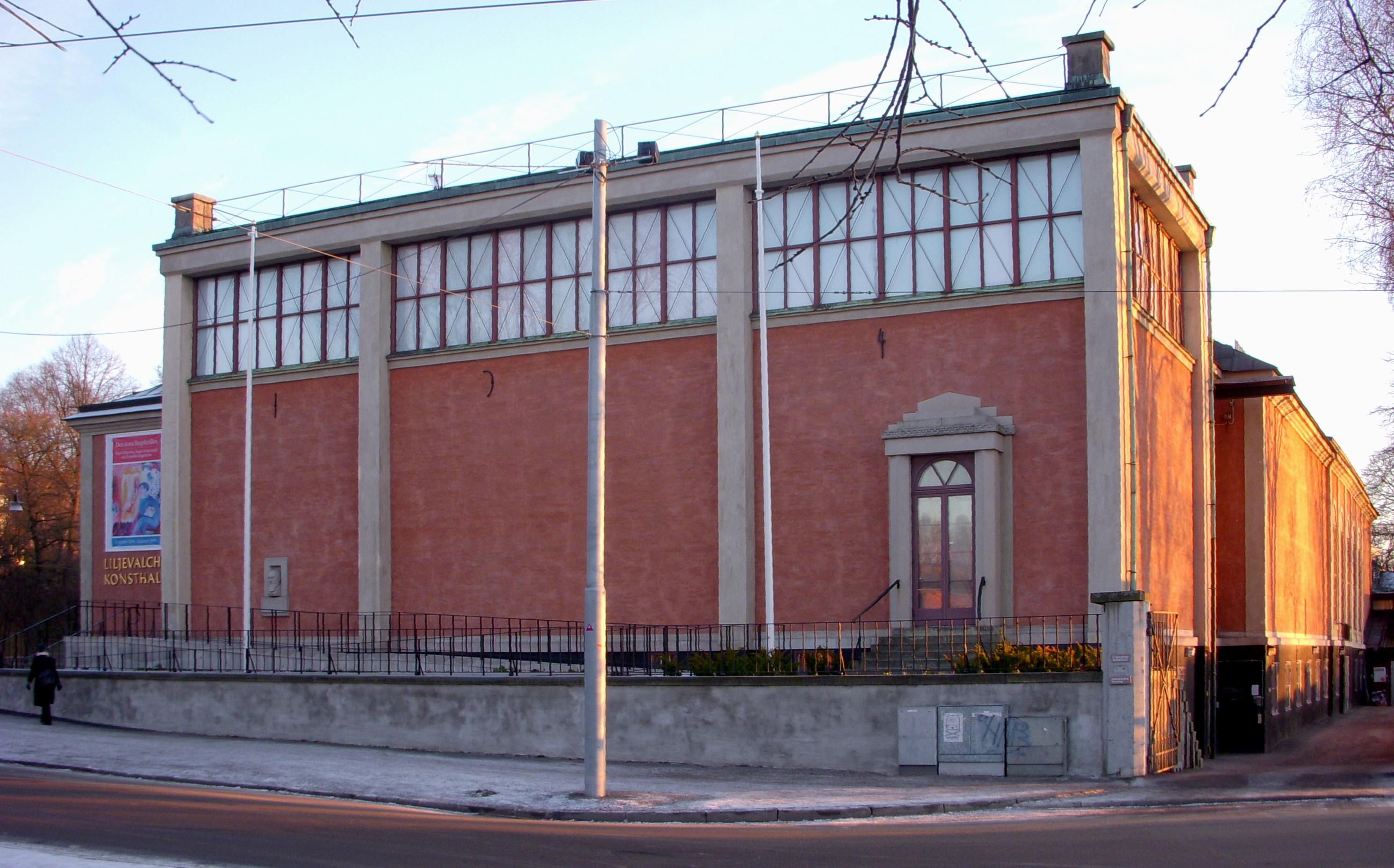

利耶瓦爾奇美術館（瑞典語：Liljevalchs konsthall）是瑞典首都斯德哥爾摩的一座博物館，位於動物園島。博物館建築由建築家Carl Bergsten設計，竣工於1916年3月，由斯德哥爾摩市政府所有。這座博物館是瑞典最受歡迎的展示空間之一。

## 外部連結
- 官方网站